# Битка при Кацелово и Горско Абланово
Битка при Кацелово и Горско Абланово е част от настъплението на Източнодунавската османска армия срещу Русчушкия руски отряд в Руско-турската война (1877 – 1878).

## Оперативна обстановка
Насърчен от успеха в битката при Кашъкбаир и Карахасанкьой, Мехмед Али паша насочва силите на Източнодунавската османска армия срещу частите на Русчушкия отряд с командир престолонаследника Александър Александрович) в района на селата Кацелово и Горско Абланово. Като отвличащо действие е предприето настъпление срещу село Кадъкьой. Османските сили в състав от 27 000 офицери и войници и 50 оръдия с резерв от 12 500 офицери и войници и 31 оръдия имат подчертано числено превъзходство.Руските части са от 10 пехотни батальона и 50 оръдия, като командването е поверено на генералите барон Александър Дризен, Александър Арнолди и Алексей Тимофеев.

## Битката на 24 август
Османските сили с командир Сабит паша започват около 07:00 часа атака срещу руската позиция изградена на изток от река Черни Лом при село Кацелово. Сражението продължава 11 часа без прекъсване. Първоначалният натиск е отбит. Около 14:00 часа руските части с командир генерал-майор Алексей Тимофеев изоставят позициите и преминават на западния бряг на реката и се съсредоточават при съседното село Горско Абланово. Останалите без резерви руски войски заемат само една линия по върха на аблановските височини, а единственият им път за отстъпление е задръстен от каруци с ранени и обоза. Когато турските войски достигат на метри от окопа, генералите Тимофеев и Дризен излизат пред бойната линия и лично повеждат контраатаката. Изпадайки в паника турските сили побягват зад река Черни Лом и са отблъснати от селото, а руските части се оттеглят на източния бряг.
Руските загуби са 1301 убити и ранени. Османски загуби са неизвестни.
Османското командване надценява постигнатия по-рано успех. Отбраната на Русчушкия отряд не е разкъсана. Неговите части заемат нови позиции по линията на реките Янтра и Баниски Лом.
Предприетата след сражението тактика на руските войски по незабавно съсредоточаване и оттегляне към р.Янтра е определена от знаменития пруски военачалник фелдмаршал Алфред фон Молтке като една от най-добрите стратегически операции на XIX век.След войната някои от руските части участвали в сражението получават почетни наградни знамена, които сега се съхраняват в Държавния музей на Украйна.На тях стои надпис "За Аблаву 24 август 1877 ". 
На командната височина над Горско Абланово са погребани по-голямата част от загиналите руски войни.На този връх днес се намира Паметник на българо-руската дружба.